# Partini
Partini (tudi Parthini ali Partheni; grško: Παρθηνοί, Παρθινοί, Παρθῖνοι) so bili verjetno ilirsko pleme, ki je živelo na območju današnje Albanije.
Partini so živeli v zaledju mesta Dyrrhachium (današnji Drač) proti Skadarskem jezeru. Njihovo ozemlje je bilo ključnega pomena za promet (seka ga via Egnatia) in  so ga Grki tudi zaradi rudnih ležišč v zaledju kolonizirali že v 7. stoletju pr. n. št. Politična usoda Partinov je bila spremenljiva. Spočetka so bili pod talvatanskim vodstvom, leta 314 pr. n. št so prišli pod makedonskim, še pozneje, od leta 280 pr. n. št. epirskim in nato od leta 230 pr. n. št. pod Ilirskim. Partini so skupaj z Iliri prišli v spor z Rimom, kar je od leta 230 do 168 pr. n. št. pripeljalo do več spopadov, vendar je tudi po porazu bila za Partine politično odločilna njihova lega ob zelo pomembni cesti, saj je bila via Egnatia vitalna vojaška zveza iz Italije v Bizanc.